# Stazione di Mandas
Stazione di Mandas vasútállomás Olaszországban, Szardínia régióban, Mandas településen.

## Vasútvonalak
Az állomást az alábbi vasútvonalak érintik:
- Cagliari–Isili-vasútvonal
- Mandas–Arbatax-vasútvonal

## Kapcsolódó állomások
A vasútállomáshoz az alábbi állomások vannak a legközelebb: 
- Gesico railway station
- Serri railway station
- Orroli railway station